# Back to the Trap House
Back to the Trap House è il quarto album in studio del rapper statunitense Gucci Mane, pubblicato nel 2007 dalla Atlantic Records.

## Tracce
1. Freaky Gurl (Remix) (featuring Lil' Kim & Ludacris) – 4:42
2. 16 Fever – 4:17
3. 15 Minutes Past the Diamond – 4:12
4. I Know Why (featuring Pimp C, Rich Boy & Blaze-1) – 3:59
5. I Might Be (featuring Shawnna & Game) – 4:21
6. What I'm Talking Bout – 3:24
7. Bird Flu – 3:47
8. Drink It Straight (featuring Trey Songz) – 4:10
9. Jump the Line (featuring Young Gunna) – 4:03
10. G-Love (You Don't Love Me) (featuring LeToya Luckett) – 3:31
11. Stash House – 4:34
12. I'm Cool – 4:01
13. I Move Chickens – 3:50
14. Ballers (featuring Shawnna) – 4:03